# Украјинска народна армија
Украјинска Народна Армија (УНА) је била војска формирана марта 1945. у немачком граду Вајмар, од украјинаца, које је потпомогао Нацистичка Немачка. Војском је управљао украјински национални комитет. Армија је била састављена од антируских Украјинаца (већином гркокатолици из западне Украјине) и од ухапшених украјинских црвеноармејаца, главни део армије је састављен из распуштене Украјинске Ослободилачке Армије.

## Састав армије
- прва дивизија: 14. СС гренадирска дивизија (1. украјинска)
- друга дивизија: противоклопна бригада ("Слободна Украјина"), друга бригада – остатки Украјинске ослободилачке војске (генерал Петро Дјаченко)
- специална група Б (генерал Тарас Буљба-Боровец)[1]
- резервна бригада (поручник Худима)
- друга резерва бригада (поручник Малец)